# Національна рада Грузії

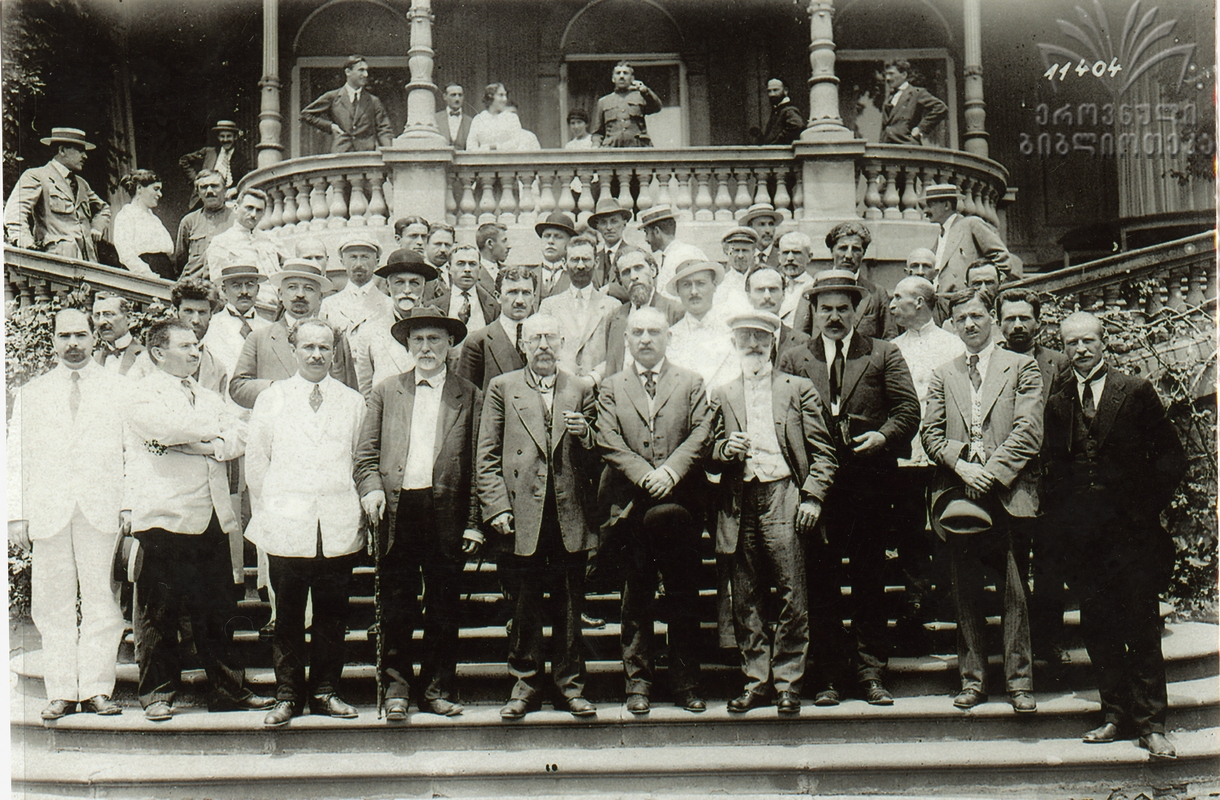
Члени Національної ради Грузії після проголошення незалежності Грузії, Тбілісі 26 травня 1918 р.

Національна рада Грузії (груз. საქართველოს ეროვნული საბჭო) — перший делегований законодавчий орган, сформований основними політичними партіями та громадськими організаціями Грузії 19 листопада 1917 року під час Російської революції. 26 травня 1918 року Рада проголосила декларацію про незалежність, а після створення Демократичної Республіки Грузія 4 жовтня 1918 року була перейменована на парламент Грузії (საქართველოს პარლამენტი). На зміну парламенту прийшли Установчі збори Грузії, законодавчий орган, обраний на загальнонаціональних парламентських виборах 14 лютого 1919 року.

## Утворення
Національна рада Грузії (NCG) була обрана на Національному конгресі, який відбувся у Державному казначейському театрі у Тифлісі (нині Тбіліський театр опери та балету). Конгрес проходив з 19 по 23 листопада 1917 року. На ньому були присутні 329 делегатів від усіх основних політичних сил Грузії, партій та громадських організацій, профспілок, дворянських зборів і церкви. Це була реакція на більшовицький переворот у Росії, частиною якої формально все ще була Грузія. У Раді переважала Грузинська соціал-демократична (меншовицька) партія, а головою Радою був обраний Акакій Чхенкелі.

## Політична роль

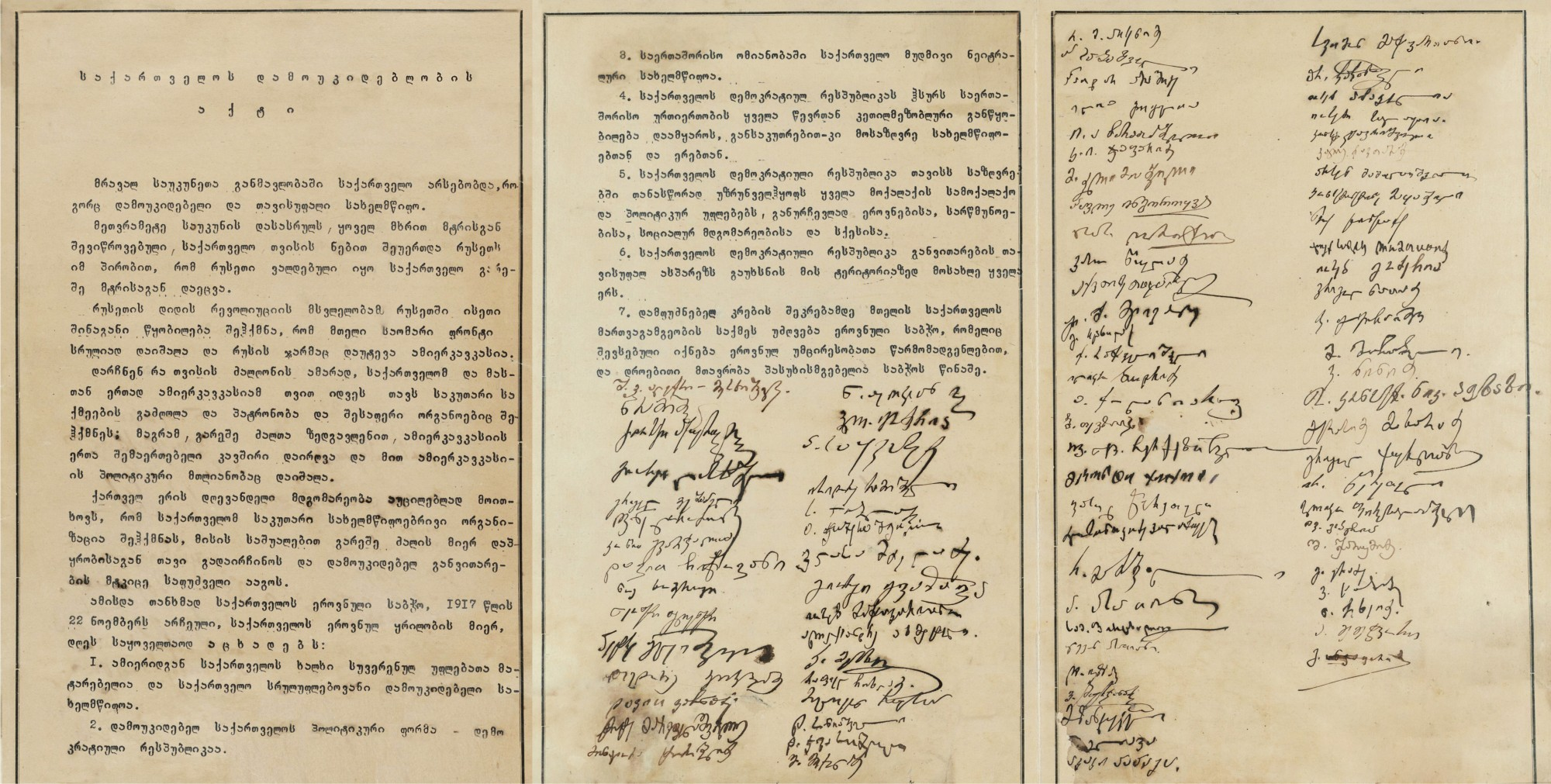
Акт проголошення незалежності Грузії. 26 травня 1918 року

Національна рада Грузії спочатку не досягла такого впливу, як подібні структури у вірмен та азербайджанців, і залишалася в тіні Тифліської ради робітничих і солдатських депутатів, де домінував крихкий блок меншовиків і есерів.
26 травня 1918 року Національна рада проголосила незалежність Грузії та взяла на себе роль законодавчого органу республіки. Перед Радою був підзвітний тимчасовий уряд Грузії під головуванням Ное Рамішвілі, а потім Ное Жорданії. 4 жовтня 1918 року Національну раду було перетворено на парламент Грузії, а його головою став Карло Чхеїдзе. Під його керівництвом у лютому 1919 року були підготовлені та організовані загальні вибори до Установчих зборів.